# 愛的詩篇
《愛的詩篇》是梁文音首張國語專輯，於2008年12月12日由環球音樂發行。由於銷售反應良好，於2009年2月6日推出《愛的詩篇》CD+DVD幸福紀念冊。首波主打歌為《最幸福的事》。

## 曲目
1. 最幸福的事（第一波主打歌）
詞：馬嵩惟／曲：劉宜／製作人：阿弟仔（跳蛋工廠）
2. 薄荷與指甲剪（第二波主打歌）
詞：陳宏宇／曲：黃子軒／製作人：阿弟仔（跳蛋工廠）
3. 雪雨
詞：馬嵩惟／曲：Jasemaine／製作人：凌偉文（東南方音樂工作室）
4. 弦外之音
詞：嚴雲農／曲：陳台證／製作人：KYB（跳蛋工廠）
5. 可以不愛了（第五波主打歌）
詞曲：戴佩妮／製作人：陳子鴻＠喜歡音樂
6. 我不是你想像那麼勇敢（第四波主打歌）
詞：姚謙／曲：陳威全／製作人：陳子鴻＠喜歡音樂
7. 最親愛的（第六波主打歌／電影《他其實沒那麼喜歡妳》中文主題曲）
詞：馬嵩惟／曲：京延／製作人：京延
8. 第一眼（第三波主打歌／東森購物形象廣告曲）
（OT：Love You Anyway）詞：許常德／製作人：阿弟仔（跳蛋工廠）
9. Dry Your Eyes
詞曲：深白色／製作人：深白色（Arys Chien）
10. 愛的詩篇（客家電視八點檔《彩虹寧靜海》主題曲）
詞曲：阿弟仔／製作人：阿弟仔（跳蛋工廠）

## 發行版本
| 發行日期       | 封面                       | 版本                                          | 專輯資訊 |
| -------------- | -------------------------- | --------------------------------------------- | --- |
| 2008年12月12日 | 愛的詩篇                   | 《愛的詩篇》                                  | 經過了近一年的籌備，梁文音的首張個人專輯「愛的詩篇」終於在許多人的期盼中誕生                                                                                    |
| 2009年2月6日   | 愛的詩篇 CD+DVD 幸福紀念冊 | 《愛的詩篇 CD+DVD 幸福紀念冊》                | DVD超值收錄 1. 最幸福的事 2. 最幸福的事（導演版） 3. 薄荷與指甲剪 4. 我不是你想像那麼勇敢 5. 第一眼 6. 可以不愛了 7. 國產鮮乳廣告（完整版）                     |
| 2009年4月5日   | 愛的詩篇 新加坡超值改版    | 《愛的詩篇 新加坡超值改版》（只限新加坡發售） | 愛的詩篇CD 愛的詩篇音樂特輯DVD 文音給新加坡知音的留言 印著郵票的特制信封 內含： 精美明信片三張 一本有很多張照片的歌詞 一張Unplugged 音樂會門票（限兩個人）      |
| 2009年4月10日  | 愛的詩篇 經濟平價版        | 《愛的詩篇 經濟平價版》                       | 超值經濟平價版 |
| 2009年4月17日  | 愛的詩篇 香港加強版        | 《愛的詩篇 香港加強版》（只限香港發售）       | 第一、第二版 反應熱烈! 特別推出香港加強版 CD+2DVD 收錄:你最珍貴 (張敬軒+梁文音Live) 及文音成名之路-星光二班參賽片段 演繹三首名作: 1. 遠行 2. 流浪記 3. 失戀無罪 |

## 音樂錄影帶
- 最幸福的事　導演：周格泰　首播日期：2008年11月29日
- 最幸福的事（導演版）　導演：周格泰
- 薄荷與指甲剪　導演：黃中平　首播日期：2008年12月11日
- 第一眼　導演：范揚仲　首播日期：2008年12月27日
- 我不是你想像那麼勇敢　導演：周格泰　首播日期：2008年12月31日
- 可以不愛了　導演：陳勇秀　首播日期：2009年1月23日
- 最親愛的　導演：陳勇秀　首播日期：2009年2月15日

## 獎項
- 入圍第20屆金曲獎最佳新人獎[3]
- 入圍第20屆金曲獎最佳音樂錄影帶獎－最幸福的事
- 香港新城國語力頒獎禮2009新城國語力新人王
- 香港新城國語力頒獎禮2009新城國語力熱爆K歌－最幸福的事
- 香港新城國語力頒獎禮2009新城國語力躍進歌手
- 第十五屆新加坡金曲獎優秀新人獎
- 第十五屆新加坡金曲獎最受歡迎新人獎
- 第十五屆新加坡金曲獎最受歡迎女歌手獎
- 第九屆全球華語歌曲排行榜年度最受歡迎新人獎
- 香港新城勁爆頒獎禮2009新城勁爆海外新人王
- 香港新城勁爆頒獎禮2009新城勁爆國語歌曲大獎－最幸福的事

## 外部連結
- 台灣環球音樂官方網站 （页面存档备份，存于）